# Európai Filmdíj a legjobb rövidfilmnek
A legjobb rövidfilm (angolul: Best European Short Film; 2001 és 2008 között legjobb európai rövidfilm (UIP díj) az 1988-ban alapított Európai Filmdíjak egyike, amelyet 1998 óta ítélnek oda az Európai Filmakadémia (EFA) tagjainak szavazata alapján az év európai filmterméséből legjobbnak ítélt rövidfilmes alkotásnak. A díjátadóra felváltva Berlinben, illetve egy-egy európai városban megrendezett gála keretében kerül sor minden év végén.
Az első évben az európai rövidfilmekből csupán egy alkotást emeltek ki és díjaztak; a rá következő két évben öt-öt jelöltből választották ki a győztest. Az alkotások számát 2001-ben emelték meg, amikor is az Európai Filmakadémia úgy döntött, hogy a díjra történő jelöléseket elismert, nemzetközi jellegű európai filmfesztiválok rövid- illetve kisjátékfilmes versenyfilmjeiből végzik. Az első 11 filmfesztivál az alábbiak voltak:
- Flandriai Nemzetközi Filmfesztivál, Gent - (Flanders International Film Festival Ghent) Belgium;
- Valladolid-i Nemzetközi Filmhét (La Semana Internacional de Cine de Valladolid) - Spanyolország;
- Londoni Filmfesztivál (London Film Festival) - Egyesült Királyság;
- Közelkép - Anger-i Fesztivál (Premier Plans – Festival d’Angers) - Franciaország
- Berlini Nemzetközi Filmfesztivál (International Film Festival of Berlin) - Németország;
- Tamperei Rövidfilmfesztivál (Tampere Short Film Festival) - Finnország;
- Norvég Rövidfilmfesztivál, Grimstad (Norwegian Short Film Festival Grimstad) - Norvégia;
- Vila do Conde-i Rövidfilmfesztivál (Vila do Conde Short Film Festival) - Portugália;
- Szarajevói Filmfesztivál (Sarajevo Film Festival) - Bosznia-Hercegovina;
- Edinburghi Nemzetközi Filmfesztivál (Edinburgh International Film Festival) - Egyesült Királyság;
- Velencei Nemzetközi Filmművészeti Mustra (La Mostra Internazionale d'Arte Cinematografica di Venezia) - Olaszország.

Időközben egyes rendezvények elmaradtak, helyettük újabbak jöttek számításba, így Krakkó, a Drama, Cork, Rotterdam, Locarno, Bristol, Clermont-Ferrand és Uppsala filmfesztiváljai.
Ugyancsak 2001-ben állapodott meg az Akadémia és a londoni székhelyű Egyesült Nemzetközi Képek (United International Pictures - UIP), hogy a válogatásban részt vevő fesztiválokon egy-egy UIP díjat adnak át az arra érdemes európai rövidfilmnek s ezek az alkotások automatikusan felkerülnek az Európai Filmdíj jelöltjeinek listájára. Az európai filmdíj megnevezése mellett ugyancsak feltüntették UIP díj megnevezést is. A megállapodás 2008-ig volt érvényben, azt követően három éven át az EFA végezte e fesztiválokon a válogatást, majd 2012 óta a fesztiválok ítélnek oda egy legjobb európai rövidfilm díjat, amelynek elnyerői kerülnek fel az Akadémia jelöltjei közé.
A jelöltek száma az évek során folyamatosan emelkedett, 2013-tól 2018-ig évente 15 fesztiválon elismert alkotás vett részt a díjért folyó versenyben.
2018-tól lényeges változások történtek a válogatás és díjazás menetében. A 2019. évi díjra már nem közvetlenül jelöltek alkotásokat a díjra a rövidfilm fesztiválok, hanem az onnan beérkező javaslatok közül egy rövidfilmes szakemberekből és EFA igazgatótanácsi tagokból összeállított zsűri választotta ki a díjra jelölt öt alkotást. Ehhez bővítették a válogatásban résztvevők számát: az addigi 15 fesztiválhoz (Berlin, Bristol, Clermont-Ferrand, Cork, Drama, Krakkó, Leuven, Locarno, Rotterdam, Szarajevó, Tampere, Uppsala, Valladolid, Velence és Vila do Conde) öt újabb csatlakozott (Bécs, Hamburg, Motovun, Nijmegen és Odense), majd 2020-ban további négy (Nicosia, Riga, Tallinn, Winterthur). A válogatási időszak minden év októberében kezdődik és a következő év szeptemberében ér véget.

## Díjazottak és jelöltek
| „Díjazott” – szürkéskék háttérrel   |
| „Jelölt” – világos szürke háttérrel |

### 1990-es évek
| Év                       | Címe             | Rendező       | Ország | Jelölő fesztivál |
| ------------------------ | ---------------- | ------------- | ------ | ---------------- |
| 1998                     |                  |               |        |                  |
| Un jour                  | Marie Paccou     | Franciaország |        |                  |
| 1999                     |                  |               |        |                  |
| Benvenuto a San Salvario | Enrico Verra     | Olaszország   |        |                  |
| La différence            | Rita King        | Svájc         |        |                  |
| Senhor Jerónimo          | Inês de Medeiros | Portugália    |        |                  |
| Vacancy                  | Matthias Müller  | Németország   |        |                  |
| Wanted                   | Milla Moilanen   | Finnország    |        |                  |

### 2000-es évek
| Év                                                          | Címe                                      | Rendező                                  | Ország                      | Jelölő fesztivál |
| ----------------------------------------------------------- | ----------------------------------------- | ---------------------------------------- | --------------------------- | ---------------- |
| 2000                                                        |                                           |                                          |                             |                  |
| A mi gólyánk                                                | Gyarmathy Lívia                           | Magyarország                             |                             |                  |
| De Zone                                                     | Ben van Lieshout                          | Hollandia                                |                             |                  |
| Ferment                                                     | Tim MacMillan                             | Egyesült Királyság                       |                             |                  |
| I nie opuszcze cie az do smierci                            | Maciej Adamek                             | Lengyelország                            |                             |                  |
| Kovat miehet                                                | Maarit Lalli                              | Finnország                               |                             |                  |
| 2001                                                        |                                           |                                          |                             |                  |
| Je t'aime John Wayne                                        | Toby MacDonald                            | Egyesült Királyság                       | UIP díj – London            |                  |
| A rablás (Kuppet)                                           | Dennis Petersen, Frederik Meldal Nørgaard | Dánia                                    | UIP díj – Gent              |                  |
| Å se en båt med seil                                        | Anja Breien                               | Norvégia                                 | UIP díj – Berlin            |                  |
| Better or Worse?                                            | Jocelyn Cammack                           | Egyesült Királyság                       | UIP díj – Grimstad          |                  |
| Copy Shop                                                   | Virgil Widrich                            | Ausztria                                 | UIP díj – Szarajevó         |                  |
| Corpo e Meio                                                | Sandro Aguilar                            | Portugália                               | UIP díj – Vilo do Conde     |                  |
| Freunde                                                     | Jan Krüger                                | Németország                              | UIP díj – Velence           |                  |
| Lo básico                                                   | José García Hernández                     | Spanyolország                            | UIP díj – Valladolid        |                  |
| Meska sprawa                                                | Slawomir Fabicki                          | Lengyelország                            | UIP díj – Edinburgh         |                  |
| Peau de vache                                               | Gérald Hustache-Mathieu                   | Franciaország                            | UIP díj – Angers            |                  |
| Svitjod 2000+                                               | Mårten Nilsson, David Flamholc            | Svédország                               | UIP díj – Tampere           |                  |
| 2002                                                        |                                           |                                          |                             |                  |
| 10 Minuta                                                   | Ahmed Imamovic                            | Bosznia-Hercegovina                      | UIP díj – Szarajevó         |                  |
| Bror Min                                                    | Jens Jonsson                              | Svédország                               | UIP díj – Grimstad          |                  |
| Ce vieux rêve qui bouge                                     | Alain Guiraudie                           | Franciaország                            | UIP díj – Vilo do Conde     |                  |
| Kalózok szeretője                                           | Péterffy Zsófia                           | Magyarország                             | UIP díj – Velence           |                  |
| Kuvastin                                                    | Tatu Pohjavirta                           | Finnország                               | UIP díj – Tampere           |                  |
| Mi-Temps                                                    | Mathias Gokalp                            | Franciaország                            | UIP díj – Krakkó            |                  |
| Muno                                                        | Bouli Lanners                             | Belgium                                  | UIP díj – Gent              |                  |
| Nouvelle de la tour L                                       | Samuel Benchetrit                         | Franciaország                            | UIP díj – Valladolid        |                  |
| Nuit de noces                                               | Olga Baillif                              | ,                                        | UIP díj – Angers            |                  |
| Procter                                                     | Joachim Trier                             | ,                                        | UIP díj – Edinburgh         |                  |
| Relativity                                                  | Virginia Heath                            | Egyesült Királyság                       | UIP díj – Berlin            |                  |
| 2003                                                        |                                           |                                          |                             |                  |
| (A) Torzija                                                 | Stefan Arsenijevic                        | ,                                        | UIP díj – Berlin            |                  |
| At Dawning                                                  | Martin Jones                              | Egyesült Királyság                       | UIP díj – Valladolid        |                  |
| Kraj Urodzenia                                              | Jacek Bławut                              | Lengyelország                            | UIP díj – Krakkó            |                  |
| La Chanson-Chanson                                          | Xavier Diskeuve                           | Belgium                                  | UIP díj – Gent              |                  |
| Le portefeuille                                             | Vincent Bierrewaerts                      | ,                                        | UIP díj – Szarajevó         |                  |
| Mamaman                                                     | Iao Lethem                                | Belgium                                  | UIP díj – Angers            |                  |
| Mi zsivem na kraju (Мы живем на краю)                       | Viktor Aszljuk                            | Fehéroroszország                         | UIP díj – Vilo do Conde     |                  |
| Redd Barna                                                  | Terje Rangnes                             | Norvégia                                 | UIP díj – Tampere           |                  |
| Små Skred                                                   | Birgitte Staermose                        | Dánia                                    | UIP díj – Edinburgh         |                  |
| The Trumouse Show                                           | Julio Robledo                             | Spanyolország                            | UIP díj – Velence           |                  |
| Une étreinte                                                | Eskil Vogt                                | Norvégia                                 | UIP díj – Grimstad          |                  |
| Velikan (Великан)                                           | Alexandr Kott                             | Oroszország                              | UIP díj – Drama             |                  |
| 2004                                                        |                                           |                                          |                             |                  |
| Megvárom a következőt... (J'attendrai le suivant)           | Philippe Orreindy                         | Franciaország                            | UIP díj – Gent              |                  |
| Alt I alt                                                   | Torbjørn Skårild                          | Norvégia                                 | UIP díj – Krakkó            |                  |
| Cigaretta és kávé (Un cartus de kent si un pachet de cafea) | Cristi Puiu                               | Románia                                  | UIP díj – Berlin            |                  |
| Én magam és az Univerzum (Ich und das Universum)            | Hajo Schomerus                            | Németország                              | UIP díj – Szarajevó         |                  |
| Fender Bender                                               | Daniel Elliott                            | Észtország                               | UIP díj – Tampere           |                  |
| Goodbye                                                     | Steve Hudson                              | Németország                              | UIP díj – Velence           |                  |
| La nariz de Cleopatra                                       | Richard Jordan                            | Spanyolország                            | UIP díj – Edinburgh         |                  |
| Lépcsőházi történet (Poveste la scara 'C')                  | Cristian Nemescu                          | Románia                                  | UIP díj – Angers            |                  |
| Les baisers des autres                                      | Carine Tardieu                            | Franciaország                            | UIP díj – Valladolid        |                  |
| Panique au village: Les voleurs des cartes                  | Vincent Patar, Stéphane Aubier            | ,                                        | UIP díj – Grimstad          |                  |
| Reggel 7:35 (7:35 de la mañana)                             | Nacho Vigalondo                           | Spanyolország                            | UIP díj – Drama             |                  |
| Szeress, vagy hagyj békén (Love Me Or Leave Me Alone)       | Duane Hopkins                             | Egyesült Királyság                       | UIP díj – Vilo do Conde     |                  |
| 2005                                                        |                                           |                                          |                             |                  |
| Undressing My Mother                                        | Ken Wardrop                               | Írország                                 | UIP díj – Tampere           |                  |
| A kis terrorista (Little Terrorist)                         | Ashvin Kumar                              | Egyesült Királyság                       | UIP díj – Gent              |                  |
| A Serpente                                                  | Sandro Aguilar                            | Portugália                               | UIP díj – Vila do Conde     |                  |
| Bawke                                                       | Hisham Zaman                              | Norvégia                                 | UIP díj – Grimstad          |                  |
| Butterflies                                                 | Max Jacoby                                | Luxemburg                                | UIP díj – Velence           |                  |
| Hoi Maya                                                    | Claudia Lorenz                            | Svájc                                    | UIP díj – Berlin            |                  |
| Minotauromaquia                                             | Juan Pablo Etcheverry                     | Spanyolország                            | UIP díj – Drama             |                  |
| Prva plata                                                  | Alen Drljević                             | Bosznia-Hercegovina                      | UIP díj – Szarajevó         |                  |
| Rain is Falling                                             | Holger Ernst                              | Németország                              | UIP díj – Valladolid        |                  |
| Randevú                                                     | Cakó Ferenc                               | Magyarország                             | UIP díj – Valladolid        |                  |
| Scen nr: 6882 ur mitt liv                                   | Ruben Östlund                             | Svédország                               | UIP díj – Edinburgh         |                  |
| Társasházi élet (Flatlife)                                  | Jonas Geirnaert                           | Belgium                                  | UIP díj – Angers            |                  |
| Toz                                                         | Halit Fatih Kizilgok                      | Törökország                              | UIP díj – Krakkó            |                  |
| 2006                                                        |                                           |                                          |                             |                  |
| Before Dawn                                                 | Kenyeres Bálint                           | Magyarország                             | UIP díj – Tampere           |                  |
| Aldrig Som Första Gången                                    | Jonas Odell                               | Svédország                               | UIP díj – Cork              |                  |
| By the Kiss                                                 | Yann Gonzalez                             | Franciaország                            | UIP díj – Vila do Conde     |                  |
| Comme un air                                                | Yohann Gloaguen                           | Franciaország                            | UIP díj – Drama             |                  |
| Delivery                                                    | Till Nowak                                | Németország                              | UIP díj – Gent              |                  |
| El cerco                                                    | Ricardo Íscar, Nacho Martín               | Spanyolország                            | UIP díj – Berlin            |                  |
| For Intérieur                                               | Patrick Poubel                            | Franciaország                            | UIP díj – Krakkó            |                  |
| Meander                                                     | Joke Liberge                              | Belgium                                  | UIP díj – Rotterdam         |                  |
| Pistache                                                    | Valérie Pirson                            | Franciaország                            | UIP díj – Angers            |                  |
| Sniffer                                                     | Bobbie Peers                              | Norvégia                                 | UIP díj – Grimstad          |                  |
| Sretan put Nedime                                           | Marko Šantić                              | Szlovénia                                | UIP díj – Szarajevó         |                  |
| The Making of the Parts                                     | Daniel Elliott                            | Egyesült Királyság                       | UIP díj – Velence           |                  |
| Vincent                                                     | Giulio Ricciarelli                        | Olaszország                              | UIP díj – Valladolid        |                  |
| Zakaria                                                     | Gianluca De Serio, Massimiliano De Serio  | Olaszország                              | UIP díj – Edinburgh         |                  |
| 2007                                                        |                                           |                                          |                             |                  |
| Lightborne                                                  | Eduardo Chapero-Jackson                   | Spanyolország                            | UIP díj – Velence           |                  |
| Amin                                                        | David Dusa                                | Franciaország                            | UIP díj – Rotterdam         |                  |
| Apa (Dad)                                                   | Daniel Mulloy                             | Egyesült Királyság                       | UIP díj – Krakkó            |                  |
| Dreams and Desires: Family Ties                             | Joanna Quinn                              | Egyesült Királyság                       | UIP díj – Tampere           |                  |
| Kiigazítás (Adjustment)                                     | Ian Mackinnon                             | Egyesült Királyság                       | UIP díj – Angers            |                  |
| Kvíz (Quiz)                                                 | Renaud Callebaut                          | Portugália                               | UIP díj – Gent              |                  |
| Le dîner                                                    | Cécile Vernant                            | Franciaország                            | UIP díj – Valladolid        |                  |
| Plot Point                                                  | Nicolas Provost                           | Belgium                                  | UIP díj – Vila do Conde     |                  |
| Rotten Apple                                                | Ralitza Petrova                           | Egyesült Királyság                       | UIP díj – Berlin            |                  |
| Salvador                                                    | Abdelatif Hwidar                          | Svájc                                    | UIP díj – Drama             |                  |
| Soft                                                        | Simon Ellis                               | Egyesült Királyság                       | UIP díj – Szarajevó         |                  |
| Tokyo Jim                                                   | Jamie Rafn                                | Egyesült Királyság                       | UIP díj – Edinburgh         |                  |
| Tommy                                                       | Ole Giæver                                | Norvégia                                 | UIP díj – Grimstad          |                  |
| 2008                                                        |                                           |                                          |                             |                  |
| Frankie                                                     | Darren Thornton                           | Írország                                 | UIP díj – Berlin            |                  |
| A kapcsolat (Raak)                                          | Hanro Smitsman                            | Hollandia                                | UIP díj – Gent              |                  |
| De onbaatzuchtigen                                          | Koen Dejaegher                            | Belgium                                  | UIP díj – Velence           |                  |
| Joy                                                         | Joe Lawlor, Christine Molloy              | Egyesült Királyság                       | UIP díj – Rotterdam         |                  |
| Fogy az idő (Time Is Running Out)                           | Marc Reisbig                              | Egyesült Királyság                       | UIP díj – Krakkó            |                  |
| Love You More                                               | Sam Taylor-Wood                           | Egyesült Királyság                       | UIP díj – Vila do Conde     |                  |
| Prokrasztináció (Procrastination)                           | Johnny Kelly                              | Egyesült Királyság                       | UIP díj – Angers            |                  |
| Smáfuglar                                                   | Rúnar Rúnarsson                           | Izland                                   | UIP díj – Edinburgh         |                  |
| The Apology Line                                            | James Lees                                | Egyesült Királyság                       | UIP díj – Cork              |                  |
| The Pearce Sisters                                          | Luis Cook                                 | Egyesült Királyság                       | UIP díj – Tampere           |                  |
| Tolerantia                                                  | Ivan Ramadan                              | Bosznia-Hercegovina                      | UIP díj – Szarajevó         |                  |
| Türelem                                                     | Nemes Jeles László                        | Magyarország                             | UIP díj – Drama             |                  |
| Uguns                                                       | Laila Pakalnina                           | Lettország                               | UIP díj – Grimstad          |                  |
| Un bisou pour le monde                                      | Cyril Paris                               | Franciaország                            | UIP díj – Valladolid        |                  |
| 2009                                                        |                                           |                                          |                             |                  |
| Poste restante                                              | Marcel Łoziński                           | Lengyelország                            | EFA-jelölés – Krakkó        |                  |
| 14                                                          | Asitha Ameresekere                        | Egyesült Királyság                       | EFA-jelölés – Cork          |                  |
| Between Dreams                                              | Iris Olsson                               | Franciaország · Oroszország · Finnország | EFA-jelölés – Grimstad      |                  |
| Bonne nuit                                                  | Valéry Rosier                             | Belgium · Franciaország                  | EFA-jelölés – Drama         |                  |
| Die Leiden Des Herrn Karpf. Der Geburtstag                  | Lola Randl                                | Németország                              | EFA-jelölés – Berlin        |                  |
| Lägg M För Mord                                             | Magnus Holmgren                           | Svédország                               | EFA-jelölés – Valladolid    |                  |
| Peter in Radioland                                          | Johanna Wagner                            | Egyesült Királyság                       | EFA-jelölés – Edinburgh     |                  |
| Renovare                                                    | Paul Negoescu                             | Németország · Románia                    | EFA-jelölés – Vila do Conde |                  |
| The Herd                                                    | Ken Wardrop                               | Írország                                 | EFA-jelölés – Szarajevó     |                  |
| Sinner                                                      | Meni Philip                               | Izrael                                   | EFA-jelölés – Velence       |                  |
| Szklana pulapka                                             | Pawel Ferdek                              | Lengyelország                            | EFA-jelölés – Tampere       |                  |
| Zwemles                                                     | Danny De Vent                             | Belgium                                  | EFA-jelölés – Gent          |                  |
| Was Bleibt                                                  | David Nawrath                             | Németország                              | EFA-jelölés – Angers        |                  |

### 2010-es évek
| Év                                                                           | Címe                                             | Rendező                                          | Ország                              | Jelölő fesztivál |
| ---------------------------------------------------------------------------- | ------------------------------------------------ | ------------------------------------------------ | ----------------------------------- | ---------------- |
| 2010                                                                         |                                                  |                                                  |                                     |                  |
| Hanoi – Warszawa                                                             | Katarzyna Klimkiewicz                            | Lengyelország                                    | EFA-jelölés – Grimstad              |                  |
| Amor                                                                         | Thomas Wangsmo                                   | Norvégia                                         | EFA-jelölés – Gent                  |                  |
| Ampelmann                                                                    | Giulio Ricciarelli                               | Németország                                      | EFA-jelölés – Valladolid            |                  |
| Les escargots de Joseph                                                      | Sophie Roze                                      | Franciaország                                    | EFA-jelölés – Cork                  |                  |
| Blijf bij me, weg                                                            | Paloma Aguilera Valdebenito                      | Hollandia                                        | EFA-jelölés – Angers                |                  |
| Ønskebørn                                                                    | Birgitte Stærmose                                | Dánia                                            | EFA-jelölés – Rotterdam             |                  |
| Venus vs Me                                                                  | Nathalie Teirlinck                               | Belgium                                          | EFA-jelölés – Berlin                |                  |
| Lumikko                                                                      | Miia Tervo                                       | Finnország                                       | EFA-jelölés – Tampere               |                  |
| Tussilago                                                                    | Jonas Odell                                      | Svédország                                       | EFA-jelölés – Krakkó                |                  |
| María’s Way                                                                  | Anne Milne                                       | Egyesült Királyság · Spanyolország               | EFA-jelölés – Edinburgh             |                  |
| Talleres clandestinos                                                        | Catalina Molina                                  | Ausztria · Argentína                             | EFA-jelölés – Vila do Conde         |                  |
| Rendez-vous à Stella-Plage                                                   | Shalimar Preuss                                  | Franciaország                                    | EFA-jelölés – Szarajevó             |                  |
| Diarchia                                                                     | Ferdinando Cito Filomarino                       | Olaszország · Franciaország                      | EFA-jelölés – Locarno               |                  |
| The External World                                                           | David O'Reilly                                   | Németország                                      | EFA-jelölés – Velence               |                  |
| Itt vagyok                                                                   | Szimler Bálint                                   | Magyarország                                     | EFA-jelölés – Drama                 |                  |
| 2011                                                                         |                                                  |                                                  |                                     |                  |
| The Wholly Family                                                            | Terry Gilliam                                    | Olaszország                                      | EFA-jelölés – Drama                 |                  |
| Berik                                                                        | Daniel Joseph Borgman                            | Dánia · Svédország                               | EFA-jelölés – Gent                  |                  |
| Små barn, stora ord                                                          | Lisa James-Larsson                               | Svédország                                       | EFA-jelölés – Valladolid            |                  |
| Händelse vid bank                                                            | Ruben Östlund                                    | Svédország                                       | EFA-jelölés – Cork                  |                  |
| Derby                                                                        | Paul Negoescu                                    | Románia · Németország                            | EFA-jelölés – Bristol               |                  |
| Jessi                                                                        | Mariejosephin Schneider                          | Németország                                      | EFA-jelölés – Angers                |                  |
| I lupi                                                                       | Alberto De Michele                               | Hollandia · Olaszország                          | EFA-jelölés – Rotterdam             |                  |
| Återfödelsen                                                                 | Hugo Lilja                                       | Svédország                                       | EFA-jelölés – Berlin                |                  |
| Csendes folyó (Apele tac)                                                    | Anca Miruna Lăzărescu                            | Németország · Románia                            | EFA-jelölés – Tampere               |                  |
| Paparazzi                                                                    | Piotr Bernas                                     | Lengyelország                                    | EFA-jelölés – Krakkó                |                  |
| La gran carrera                                                              | Kote Camacho                                     | Spanyolország                                    | EFA-jelölés – Grimstad              |                  |
| Vasárnapok (Dimanches)                                                       | Valéry Rosier                                    | Belgium                                          | EFA-jelölés – Vila do Conde         |                  |
| Tse                                                                          | Roee Rosen                                       | Izrael                                           | EFA-jelölés – Szarajevó             |                  |
| Opowiesci z chlodni                                                          | Grzegorz Jaroszuk                                | Lengyelország                                    | EFA-jelölés – Locarno               |                  |
| Hypercrisis                                                                  | Josef Dabernig                                   | Ausztria                                         | EFA-jelölés – Velence               |                  |
| 2012                                                                         |                                                  |                                                  |                                     |                  |
| Superman, Spiderman sau Batman                                               | Tudor Giurgiu                                    | Románia                                          | fesztiváljelölés – Valladolid       |                  |
| Demain, ça sera bien                                                         | Pauline Gay                                      | Franciaország                                    | fesztiváljelölés – Gent             |                  |
| Two Hearts                                                                   | Darren Thornton                                  | Írország                                         | fesztiváljelölés – Cork             |                  |
| Miten marjoja poimitaan                                                      | Elina Talvensaari                                | Finnország                                       | fesztiváljelölés – Bristol          |                  |
| L’ambassadeur et moi                                                         | Jan Czarlewski                                   | Svájc                                            | fesztiváljelölés – Angers           |                  |
| Im Freien                                                                    | Albert Sackl                                     | Ausztria                                         | fesztiváljelölés – Rotterdam        |                  |
| Vilaine fille mauvais garçon                                                 | Justine Triet                                    | Franciaország                                    | fesztiváljelölés – Berlin           |                  |
| Csicska                                                                      | Till Attila                                      | Magyarország                                     | fesztiváljelölés – Tampere          |                  |
| Villa Antropoff                                                              | Vladimir Leschiov, Kaspar Jancis                 | Lettország · Észtország                          | fesztiváljelölés – Krakkó           |                  |
| Sessiz – Be Deng                                                             | L. Rezan Yeşilbaş                                | Törökország                                      | fesztiváljelölés – Grimstad         |                  |
| Manhã de Santo António                                                       | João Pedro Rodrigues                             | Portugália                                       | fesztiváljelölés – Vila do Conde    |                  |
| The Back of Beyond                                                           | Michael Lennox                                   | Egyesült Királyság                               | fesztiváljelölés – Locarno          |                  |
| Titloi telousz                                                               | Giorgosz Zoisz                                   | Görögország                                      | fesztiváljelölés – Velence          |                  |
| Einspruch VI                                                                 | Rolando Colla                                    | Svájc                                            | fesztiváljelölés – Drama            |                  |
| 2013                                                                         |                                                  |                                                  |                                     |                  |
| Árnyékgyűjtő (Dood van een schaduw)                                          | Tom Van Avermaet                                 | Belgium · Franciaország                          | fesztiváljelölés – Valladolid       |                  |
| Cut                                                                          | Christoph Girardet, Matthias Müller              | Németország                                      | fesztiváljelölés – Vila do Conde    |                  |
| Houses With Small Windows                                                    | Bülent Öztürk                                    | Belgium                                          | fesztiváljelölés – Velence          |                  |
| La lampe au beurre de yak                                                    | Hu Wei                                           | Franciaország · Kína                             | fesztiváljelölés – Drama            |                  |
| Piszmo (Письмо)                                                              | Szergej Loznica                                  | Oroszország                                      | fesztiváljelölés – Krakkó           |                  |
| Misterio                                                                     | Chema García Ibarra                              | Spanyolország                                    | fesztiváljelölés – Berlin           |                  |
| Morning                                                                      | Cathy Brady                                      | Egyesült Királyság · Írország                    | fesztiváljelölés – Cork             |                  |
| As ondas                                                                     | Miguel Fonseca                                   | Portugália                                       | fesztiváljelölés – Gent             |                  |
| Orbitális szerelem (Orbit Ever After))                                       | Jamie Magnus Stone                               | Egyesült Királyság                               | fesztiváljelölés – Bristol          |                  |
| Skok                                                                         | Petar Valchanov, Kristina Grozeva                | Bulgária                                         | fesztiváljelölés – Clermont-Ferrand |                  |
| Sonntag 3                                                                    | Jochen Kuhn                                      | Németország                                      | fesztiváljelölés – Tampere          |                  |
| A Story for the Modlins                                                      | Sergio Oksman                                    | Spanyolország                                    | fesztiváljelölés – Szarajevó        |                  |
| Though I Know the River is Dry                                               | Omar Robert Hamilton                             | Egyiptom · Palesztina · Egyesült Királyság       | fesztiváljelölés – Rotterdam        |                  |
| Jadernie othodi (Ядерные отходы)                                             | Miroszlav Szlabospickij                          | Ukrajna                                          | fesztiváljelölés – Grimstad         |                  |
| Zima (Зима)                                                                  | Cristina Picchi                                  | Oroszország                                      | fesztiváljelölés – Locarno          |                  |
| 2014                                                                         |                                                  |                                                  |                                     |                  |
| The Chicken                                                                  | Una Gunjak                                       | Németország · Horvátország                       | fesztiváljelölés – Szarajevó        |                  |
| Pánikfalva: A karácsonyi fatörzstorta (Panique au village: La bûche de Noël) | Vincent Patar, Stéphane Aubier                   | Belgium · Franciaország                          | fesztiváljelölés – Vila do Conde    |                  |
| Pat-Lehem                                                                    | Idan Hubel                                       | Izrael                                           | fesztiváljelölés – Velence          |                  |
| Dinola                                                                       | Mariam Khatchvani                                | Grúzia                                           | fesztiváljelölés – Grimstad         |                  |
| Hätäkutsu                                                                    | Hannes Vartiainen, Pekka Veikkolainen            | Finnország                                       | fesztiváljelölés – Szarajevó        |                  |
| Pequeño bloque de cemento con pelo alborotado conteniendo el mar             | Jorge López Navarrete                            | Spanyolország                                    | fesztiváljelölés – Cork             |                  |
| Pride                                                                        | Pavel Vesnakov                                   | Bulgária · Németország                           | fesztiváljelölés – Clermont-Ferrand |                  |
| Shipwreck                                                                    | Morgan Knibbe                                    | Hollandia                                        | fesztiváljelölés – Locarno          |                  |
| Még van egy életem (Ich hab noch Auferstehung)                               | Jan-Gerrit Seyler                                | Németország                                      | fesztiváljelölés – Drama            |                  |
| Lato 2014                                                                    | Wojciech Sobczyk                                 | Lengyelország                                    | fesztiváljelölés – Krakkó           |                  |
| Taprobana                                                                    | Gabriel Abrantes                                 | Portugália · Dánia · Srí Lanka                   | fesztiváljelölés – Berlin           |                  |
| The Chimera of M.                                                            | Sebastian Buerkner                               | Egyesült Királyság                               | fesztiváljelölés – Rotterdam        |                  |
| The Missing Scarf                                                            | Eoin Duffy                                       | Írország                                         | fesztiváljelölés – Valladolid       |                  |
| Fal                                                                          | Szabó Simon                                      | Magyarország                                     | fesztiváljelölés – Tampere          |                  |
| Hvalfjörður                                                                  | Guðmundur Arnar Guðmundsson                      | Dánia · Izland                                   | fesztiváljelölés – Gent             |                  |
| 2015                                                                         |                                                  |                                                  |                                     |                  |
| Piknik                                                                       | Jure Pavlović                                    | Horvátország                                     | fesztiváljelölés – Drama            |                  |
| Dissonance                                                                   | Till Nowak                                       | Németország                                      | fesztiváljelölés – Berlin           |                  |
| E.T.E.R.N.I.T.                                                               | Giovanni Aloi                                    | Franciaország                                    | fesztiváljelölés – Velence          |                  |
| Field Study                                                                  | Eva Weber                                        | Egyesült Királyság                               | fesztiváljelölés – Cork             |                  |
| Kung Fury                                                                    | David Sandberg                                   | Svédország                                       | fesztiváljelölés – Vila do Conde    |                  |
| Kuuntele                                                                     | Hamy Ramezan, Rungano Nyoni                      | Dánia · Finnország                               | fesztiváljelölés – Tampere          |                  |
| Naše telo                                                                    | Dane Komljen                                     | Szerbia · Bosznia-Hercegovina                    | fesztiváljelölés – Rotterdam        |                  |
| Over                                                                         | Jörn Threlfall                                   | Egyesült Királyság                               | fesztiváljelölés – Bristol          |                  |
| Im tekhayekh, ha'Olam yekhayekh elekha                                       | Yoav Gross, Ehab Tarabieh és az Al-Haddad család | Izrael · Palesztina                              | fesztiváljelölés – Clermont-Ferrand |                  |
| Fils du loup                                                                 | Lola Quivoron                                    | Franciaország                                    | fesztiváljelölés – Locarno          |                  |
| Symbolic Threats                                                             | Mischa Leinkauf, Lutz Henke, Matthias Wermke     | Németország                                      | fesztiváljelölés – Grimstad         |                  |
| El corredor                                                                  | José Luis Montesinos                             | Spanyolország                                    | fesztiváljelölés – Valladolid       |                  |
| Çevirmen                                                                     | Emre Kayiş                                       | Egyesült Királyság · Törökország                 | fesztiváljelölés – Szarajevó        |                  |
| This Place We Call Our Home                                                  | Thora Lorentzen, Sybilla Tuxen                   | Dánia                                            | fesztiváljelölés – Krakkó           |                  |
| Washingtonia                                                                 | Konstantina Kotzamani                            | Görögország                                      | fesztiváljelölés – Gent             |                  |
| 2016                                                                         |                                                  |                                                  |                                     |                  |
| 9 days: From My Window in Aleppo                                             | Floor van der Meulen, Issa Touma, Thomas Vroege  | Hollandia                                        | fesztiváljelölés – Bristol          |                  |
| Amalimbo                                                                     | Juan Pablo Libossart                             | Svédország · Észtország                          | fesztiváljelölés – Velence          |                  |
| A Man Returned                                                               | Mahdi Fleifel                                    | Egyesült Királyság · Dánia · Hollandia · Libanon | fesztiváljelölés – Berlin           |                  |
| Az átkelő (90 grad nord)                                                     | Detsky Graffam                                   | Németország                                      | fesztiváljelölés – Cork             |                  |
| Edmond                                                                       | Nina Gantz                                       | Egyesült Királyság                               | fesztiváljelölés – Uppsala          |                  |
| El adios                                                                     | Clara Roquet                                     | Spanyolország                                    | fesztiváljelölés – Valladolid       |                  |
| Home                                                                         | Daniel Mulloy                                    | Egyesült Királyság · Szerbia · Koszovó · Albánia | fesztiváljelölés – Vila do Conde    |                  |
| I Am Not From Here (Yo no soy de aquí)                                       | Maite Alberdi, Giedrė Žickytė                    | Chile · Litvánia · Dánia                         | fesztiváljelölés – Krakkó           |                  |
| In the Distance                                                              | Florian Grolig                                   | Németország                                      | fesztiváljelölés – Clermont-Ferrand |                  |
| Le mur                                                                       | Samuel Lampaert                                  | Belgium                                          | fesztiváljelölés – Gent             |                  |
| Limbo                                                                        | Konstantina Kotzamani                            | Franciaország · Görögország                      | fesztiváljelölés – Szarajevó        |                  |
| L'immense retour (Romance)                                                   | Manon Coubia                                     | Belgium · Franciaország                          | fesztiváljelölés – Locarno          |                  |
| Padascsa zvezda (Падаща звезда)                                              | Ljubo Joncsev                                    | Bulgária · Olaszország                           | fesztiváljelölés – Drama            |                  |
| Small Talk                                                                   | Even Hafnor, Lisa Brooke Hansen                  | Norvégia                                         | fesztiváljelölés – Tampere          |                  |
| Tout le monde aime le bord de la mer                                         | Keina Espiñeira                                  | Spanyolország                                    | fesztiváljelölés – Rotterdam        |                  |
| 2017                                                                         |                                                  |                                                  |                                     |                  |
| Timecode                                                                     | Juanjo Giménez Peña                              | Spanyolország                                    | fesztiváljelölés – Gent             |                  |
| Copa-Loca                                                                    | Christos Massalas                                | Görögország                                      | fesztiváljelölés – Szarajevó        |                  |
| En La Boca                                                                   | Matteo Gariglio                                  | Argentína · Svájc                                | fesztiváljelölés – Krakkó           |                  |
| Fight On A Swedish Beach!!                                                   | Simon Vahlne                                     | Svédország                                       | fesztiváljelölés – Valladolid       |                  |
| Gros Chagrin                                                                 | Céline Devaux                                    | Franciaország                                    | fesztiváljelölés – Velence          |                  |
| Hevêrk: The Circle                                                           | Rûken Tekeş                                      | Törökország                                      | fesztiváljelölés – Drama            |                  |
| Information Skies                                                            | Metahaven                                        | Hollandia · Dél-Korea                            | fesztiváljelölés – Rotterdam        |                  |
| Jeunes hommes à la fenêtre                                                   | Loukianos Moshonas                               | Franciaország                                    | fesztiváljelölés – Locarno          |                  |
| Los desheredados                                                             | Laura Ferrés                                     | Spanyolország                                    | fesztiváljelölés – Vila do Conde    |                  |
| LOVE                                                                         | Bucsi Réka                                       | Magyarország · Franciaország                     | fesztiváljelölés – Uppsala          |                  |
| Os humores artificiais                                                       | Gabriel Abrantes                                 | Portugália                                       | fesztiváljelölés – Berlin           |                  |
| Scris/Nescris                                                                | Adrian Silișteanu                                | Románia                                          | fesztiváljelölés – Tampere          |                  |
| The Party                                                                    | Andrea Harkin                                    | Írország                                         | fesztiváljelölés – Cork             |                  |
| Ugly                                                                         | Redbear Easterman és Nikita Diakur               | Németország                                      | fesztiváljelölés – Bristol          |                  |
| Wannabe                                                                      | Jannis Lenz                                      | Ausztria · Németország                           | fesztiváljelölés – Clermont-Ferrand |                  |
| 2018                                                                         |                                                  |                                                  |                                     |                  |
| Gli anni                                                                     | Sara Fgaier                                      | Olaszország · Franciaország                      | fesztiváljelölés – Velence          |                  |
| Burkina Brandenburg Komplex                                                  | Ulu Braun                                        | Németország                                      | fesztiváljelölés – Berlin           |                  |
| I Signed the Petition                                                        | Mahdi Fleifel                                    | Németország · Egyesült Királyság · Svájc         | fesztiváljelölés – Szarajevó        |                  |
| Kapitalistis                                                                 | Pablo Muñoz Gomez                                | Belgium · Franciaország                          | fesztiváljelölés – Valladolid       |                  |
| Kontener                                                                     | Sebastian Lang                                   | Németország                                      | fesztiváljelölés – Cork             |                  |
| Lâchez les chiens                                                            | Emmanuelle Fleytoux                              | Franciaország · Belgium                          | fesztiváljelölés – Krakkó           |                  |
| L’échappée                                                                   | Laëtitia Martinoni                               | Franciaország                                    | fesztiváljelölés – Drama            |                  |
| Los que desean                                                               | Elena López Riera                                | Svájc · Spanyolország                            | fesztiváljelölés – Locarno          |                  |
| Meryem                                                                       | Reber Dosky                                      | Hollandia                                        | fesztiváljelölés – Uppsala          |                  |
| Sociumis patimari                                                            | Rati Tsiteladze                                  | Grúzia · Lettország                              | fesztiváljelölés – Tampere          |                  |
| Szram (Срам)                                                                 | Petar Krumov                                     | Bulgária                                         | fesztiváljelölés – Clermont-Ferrand |                  |
| Vipuszk '97 (Випуск '97)                                                     | Pavlo Osztrikov                                  | Ukrajna                                          | fesztiváljelölés – Leuven           |                  |
| What's the Damage                                                            | Heather Phillipson                               | Egyesült Királyság                               | fesztiváljelölés – Rotterdam        |                  |
| Wildebeest                                                                   | Nicolas Keppens és Matthias Phlips               | Belgium                                          | fesztiváljelölés – Bristol          |                  |
| 2019                                                                         |                                                  |                                                  |                                     |                  |
| Karácsonyi ajándék (Cadoul de Craciun)                                       | Bogdan Muresanu                                  | Románia                                          |                                     |                  |
| Cães que ladram aos pássaros                                                 | Leonor Teles                                     | Portugália                                       |                                     |                  |
| Les extraordinaires mésaventures de la jeune fille de pierre                 | Gabriel Abrantes                                 | Franciaország                                    |                                     |                  |
| Rekonstrukció (Rekonstrukce)                                                 | Jiří Havlíček és Ondřej Novák                    | Csehország                                       |                                     |                  |
| Suc de síndria                                                               | Irene Moray                                      | Spanyolország                                    |                                     |                  |

### 2020-as évek
| Év                                                          | Cím                                                            | Rendező                                                  | Ország |
| ----------------------------------------------------------- | -------------------------------------------------------------- | -------------------------------------------------------- | ------ |
| 2020                                                        |                                                                |                                                          |        |
| Sötétben minden macska szürke (Nachts sind alle Katzen grau | Lasse Linder                                                   | Svájc                                                    |        |
| Genius Loci                                                 | Adrien Merigeau                                                | Franciaország                                            |        |
| Past Perfect                                                | Jorge Jácome                                                   | Portugália                                               |        |
| Sun Dog                                                     | Dorian Jespers                                                 | Belgium · Oroszország                                    |        |
| Tio Tomás, A Contabilidade Dos Dias                         | Regina Pessoa                                                  | Portugália · Franciaország · Kanada                      |        |
| 2021                                                        |                                                                |                                                          |        |
| Tudor bácsi (Nanu Tudor)                                    | Olga Lucovnicova                                               | Moldova · Portugália · Magyarország · Belgium            |        |
| Bella                                                       | Thelyia Petraki                                                | Görögország                                              |        |
| Easter Eggs                                                 | Nicolas Keppens                                                | Belgium · Franciaország · Hollandia                      |        |
| In Flow of Words                                            | Eliane Esther Bots                                             | Hollandia                                                |        |
| Pa vend                                                     | Samir Karahoda                                                 | Koszovó                                                  |        |
| 2022                                                        |                                                                |                                                          |        |
| Nagyi szexuális élete (Babičino seksualno življenje)        | Urška Djukič és Émilie Pigeard                                 | Szlovénia · Franciaország                                |        |
| Ice Merchants                                               | João Gonzalez                                                  | Portugália · Egyesült Királyság · Franciaország          |        |
| Love, Dad                                                   | Diana Cam Van Nguyen                                           | Csehország · Szlovákia                                   |        |
| Techno, Mama                                                | Saulius Baradinskas                                            | Litvánia                                                 |        |
| Will My Parents Come to See Me                              | Mo Harawe                                                      | Ausztria · Németország · Szomália                        |        |
| 2023                                                        |                                                                |                                                          |        |
| Hardly Working                                              | Susanna Flock, Leonhard Müllner, Robin Klengel, Michael Stumpf | Ausztria                                                 |        |
| 27                                                          | Buda Flóra Anna                                                | Franciaország · Magyarország                             |        |
| Aqeronte                                                    | Manuel Muñoz Rivas                                             | Spanyolország                                            |        |
| Flores del otro patio                                       | Jorge Cadena                                                   | Svájc · Kolumbia                                         |        |
| La herida luminosa                                          | Christian Avilés                                               | Spanyolország                                            |        |
| 2024                                                        |                                                                |                                                          |        |
| Čovjek koji nije mogao šutjeti                              | Nebojša Slijepčević                                            | Horvátország · Franciaország · Bulgária · Szlovénia      |        |
| 2720                                                        | Basil da Cunha                                                 | Portugália · Svájc                                       |        |
| Boucan                                                      | Salomé Da Souza                                                | Franciaország                                            |        |
| La Fille qui explose                                        | Caroline Poggi, Jonathan Vinel]]                               | Franciaország                                            |        |
| Wander to Wonder                                            | Nina Gantz                                                     | Hollandia · Franciaország · Belgium · Egyesült Királyság |        |